# Alija del Infantado
Alija del Infantado és un municipi de la província de Lleó a la comunitat autònoma de Castella i Lleó. Forma part de la comarca de Tierra de la Bañeza i inclou les pedanies de La Nora del Río i Navianos de la Vega.

## Demografia
| 1991 | 1996 | 2001 | 2004 |
| ---- | ---- | ---- | ---- |
| 1066 | 1051 | 980  | 905  |